# Капіталь-Насьйональ
Капіталь-Насьйональ (фр. La Capitale-Nationale) — адміністративний регіон у провінції Квебек (Канада), що включає у себе столицю Квебеку (м. Квебек) і деякі навколишні муніципалітети і території. У списку регіонів має умовний номер "03".

## Демографія
- Населення : 680 074 (2008)
- Площа : 18 638,7 km2
- Щільність : 36,5 hab./km2
- Народжуваність : 9,8 ‰ (2007)
- Смертність : 8 ‰ (2007)

## Склад

### Муніципалітети (Квебекська агломерація)
- Місто Квебек
- Сент-Огюстен-де-Демор (Saint-Augustin-de-Desmaures)
- Ль'Ансьєн-Лоретт (L'Ancienne-Lorette)

### Індіанський муніципалітет
- Резервація гуронів Wendake (біля Ль'Ансьєн-Лоретт)

### Регіональні муніципалітети
- Шарлевуа (Charlevoix), із центром у м. Бе-Сен-Поль
- Шарлевуа-Східний (Charlevoix-Est), із центром у м. Ля Мальбе (La Malbaie)
- Ля Кот-де-Бопре (La Côte-de-Beaupré), із центром у м. Шато-Ріше (Château-Richer)
- Жак-Картьє (Jacques-Cartier), із центром у м. Шеннон (Shannon)
- Острів Орлеан (L'Île-d'Orléans), із центром у м. Сент-Фамій (Sainte-Famille)
- Порньофь (Portneuf), із центром у м. Кап-Санте (Cap-Santé)

### Інші муніципалітети
- Нотр-Дам-дез-Анж (Notre-Dame-des-Anges)